# Арсений (Кардамакис)
Митрополи́т Арсе́ний (греч. Μητροπολίτης Ἀρσένιος, в миру Арсениос Кардама́кис, греч. Ἀρσένιος Καρδαμάκης; род. 31 октября 1973, Ираклион, Крит, Греция) — епископ Константинопольского патриархата, митрополит Австрийский, ипертим и экзарх Венгрии и Центральной Европы.

## Биография
Родился 31 октября 1973 года в городе Ираклионе на Крите, в Греции.
В 1991 году окончил Ризарийскую богословскую школу в Афинах, а в 1997 году окончил богословский институт Афинского университета.
9 августа 1998 года на Крите рукоположён в сан диакона. С 1999 года служил в Германской митрополии.
В 2002 году окончил Университет Марка Блоха в Страсбурге с дипломом магистра канонического права.
17 января 2002 году в Германии рукоположён в сан иерея, после чего проходил служение в городе Карлсруэ.
В 2004 году переведён в кафедральный собор Галльской митрополии, где исполнял должность протосинкелла, а с 2005 года был секретарём Всемирного совета церквей во Франции.
В 2011 года получил докторскую степень в области канонического права в Университете Страсбурга.
3 ноября 2011 года Священным Синодом Константинопольского Патриархата избран митрополитом Австрийским, в связи с чем оставил должность пост протосинкелла (генерального викария) Галльской митрополии.
30 ноября 2011 года в Георгиевском кафедральном соборе в Стамбуле хиротонисан во епископа Австрийского. Хиротонию совершили: Патриарх Константинопольский Варфоломей, Митрополит Карпафский и Касский Амвросий (Панайотидис), митрополит Пергамский Иоанн (Зизиулас), митрополит Принкипонисский Иаков (Софрониадис), митрополит Филадельфийский Мелитон (Карас), митрополит Севастийский Димитрий (Комматас), митрополит Иерапитнийский и Ситийский Евгений (Политис), митрополит Галльский Эммануил (Адамакис), митрополит Сан-Францисский Герасим (Михалиас), митрополит Родосский Кирилл (Койеракис), митрополит Рефимнийский и Авлопотамский Евгений (Антонопулос). На хиротонии в качестве представителя Епископской конференции Австрии принял участие архиепископ Зальцбурга Алоиз Котгассер, а также католический кардинал Кристоф Шёнборн.
Официальная интронизация состоялась 4 декабря 2011 года в Троицком соборе в Вене.
В феврале 2015 года, в числе десяти других клириков Константинопольского патриархата, получил турецкое гражданство, что позволяет участвовать в выборах патриарха Константинопольского. В Константинопольской патриархии не уточнили, пришлось ли им при получении турецкого гражданства отказаться от греческих паспортов.
Кроме греческого, владеет французским, английским и немецким языками.